# بانکسیا غربی
بانکسیای غربی (نام علمی: Banksia occidentalis) نام یک گونه از سرده بانکسیا است.